# Criomorphus conspicuus
Criomorphus conspicuus är en insektsart som beskrevs av Metcalf 1923. Criomorphus conspicuus ingår i släktet Criomorphus och familjen sporrstritar. Inga underarter finns listade i Catalogue of Life.